# Sławomir Matusz
Sławomir Bohdan Matusz (ur. 5 grudnia 1963 w Sosnowcu) – polski poeta, krytyk literacki, dziennikarz; używał pseudonimów w prasie lokalnej Barnaba i Barnaba Szczęsny.

## Życiorys
Debiutował w 1981 na łamach „Wiadomości Katowickich”. W latach 1992–1995 był komisarzem Mysłowickich Tygodni Poezji. Od 1996 prowadzi nieformalną „Prywatną Szkołę Pisania” wspomagającą przyszłych pisarzy, należy do Górnośląskiego Towarzystwa Literackiego i Towarzystwa Opieki nad Oświęcimiem. Publikował m.in. w czasopismach: „Śląsk”, „Twórczość”, „Opcje”, „FA-art”, „Czas Kultury”, „Topos”, „Migotania, przejaśnienia”, „Akcent”, „Portret”, „Undergrunt”, „Zeszyty Poetyckie”.
Wydał liczne zbiory wierszy. Publikował w antologiach – m.in. Śląskim Almanachu Poetyckim 1989, Macie swoich poetów 1996, krakowskiej Antologii nowej poezji polskiej z 2000, Zagłębie poetów 2002, polsko-czeskiej antologii Páté. Dny poezje. Broumov 2004 2004, Pociąg do poezji. Intercity 2011, Poeci i poetki przekraczają granice 2011, Węzły, sukienki żagle. Nowa poezja, ojczyzna i dziewczyna 2013. Jego utwory przetłumaczono na języki: szwedzki, słoweński, niemiecki i czeski.
Redaktor serii wydawniczej Ogrody Poezji w Marchołcie, w której ukazały się wybory wierszy Szymona Babuchowskiego Drzewo pomarańczowe (Katowice, 2011) z przedmową Piotra Wiktora Lorkowskiego oraz Mężczyzna i kobieta przed kremacją (Katowice, 2011) Barbary Gruszki-Zych z przedmową Krzysztofa Łęckiego. Współzałożyciel, razem z Arturem Fryzem, Fundacji im. Jana Kochanowskiego.
Najważniejszymi wątkami jego twórczości pozostają związki z synem Barnabą i temat rodziny, komentowany w artykułach dotyczących jego poezji i podejmowany w pracach naukowych i magisterskich; między innymi w pracy Edyty Antoniak Po stronie ojca. O poezji Sławomira Matusza, obronionej w 2006 r. na Uniwersytecie Śląskim, pod kierunkiem prof. Aleksandra Nawareckiego, a także w artykułach prof. Krystyny Kłosińskiej.
Na przełomie roku 2015 i 2016 nakładem Fundacji im. Jana Kochanowskiego ukazała się książka pt. „Detektywi na tropach tajemnic liryki. O twórczości Sławomira Matusza”. Książka pod redakcją Anny Kasperek jest wyborem 25 najciekawszych szkiców, recenzji i wypowiedzi poświęconych twórczości. S. Matusza. Wśród autorów znajdziemy Krystynę Kłosińską, Krzysztofa Kuczkowskiego, Wojciecha Kassa, Zbigniewa Chojnowskiego, Karola Maliszewskiego, Artura Nowaczewskiego, Jarosława Jakubowskiego, Mariana Kisiela, Tomasza Pyzika, Pawła Sarnę, Annę Łozowską-Patynowską i innych.

## Nagrody i odznaczenia
- Nagroda Artystyczna Wojewody Katowickiego w Dziedzinie Literatury, 1994
- Nagroda Artystyczna Miasta Sosnowca, 2012
- Odznaczony Brązowym Medalem „Zasłużony Kulturze Gloria Artis”, przez Ministra Kultury i Dziedzictwa Narodowego, 2012[1].

## Działalność polityczna
W wyborach samorządowych w 2010 roku kandydował bez powodzenia z listy PiS do rady miejskiej w Sosnowcu.

## Twórczość
- Sławomir Matusz: Nie podaję nikomu ręki. Sosnowiec ; Katowice: Piwnica Literacka przy Studenckim Centrum Kultury RUZSP [Rady Uczelnianej Zrzeszenia Studentów Polskich] Uniwersytetu Śląskiego „Zameczek-Remedium”: Studencka Rada Literacka. Oddział, 1985. Brak numerów stron w książce
- Sławomir Matusz: Mistyka zimą: (wiersze, fragmenty dziennika). Gliwice: Wokół Nas, 1990. Brak numerów stron w książce
- Sławomir Matusz: Szare mydło. Katowice: Towarzystwo Zachęty Kultury, 1993. Brak numerów stron w książce
- Sławomir Matusz: Podtrzymanie, podniesienie. Mysłowice: Przesłanie, 1994. ISBN 83-902120-0-5. Brak numerów stron w książce
- Sławomir Matusz: Wakacje. Mysłowice: Przesłanie, 1995. ISBN 83-902120-2-1. Brak numerów stron w książce
- Sławomir Matusz: Zbigniew Graczek: Wielkość Nerona. Cz. posłowie. Mysłowice: Przesłanie, 1995. ISBN 83-902120-3-X. Brak numerów stron w książce
- Sławomir Matusz: Mięśnie twarzy. Wybór wierszy z lat 1983–2001. Jaworzno: MCKiS [Miejskie Centrum Kultury i Sportu] cop., 1997. ISBN 83-916423-5-6. Brak numerów stron w książce
- Sławomir Matusz: Przewrotka aniołów. Bydgoszcz: Świadectwo, 1999. ISBN 83-87531-18-9. Brak numerów stron w książce
- Sławomir Matusz: Elegia transgeniczna. Transgenische Elegie. wybór, przekład i posłowie Gizela Kurpanik-Malinowska ; przekład wierszy Elegia transgeniczna i Latem do Auschwitz – Kurt Drawert. Częstochowa: Wydawnictwo Wyższej Szkoły Pedagogicznej, 2000/2001. ISBN 83-7098-750-8. (pol. • niem.). Brak numerów stron w książce
- Sławomir Matusz: Serdeczna mammografia. Dąbrowa Górnicza: ADORE, 2003. ISBN 83-913322-9-2. Brak numerów stron w książce
- Sławomir Matusz: Narkoeseje. Katowice: Kos, 2004. ISBN 83-89375-52-4. Brak numerów stron w książce
- Sławomir Matusz: Cycek Boży. Gliwice: Wydawnictwa i Szkolenia „Opcjon” Jerzy Suchanek, 2006. ISBN 83-918592-2-3. Brak numerów stron w książce
- Sławomir Matusz: Mistyka zimą: (wiersze, fragmenty dziennika). Wyd. 2. Sosnowiec: Oficyna Wydawniczo-Reklamowa Sim-Art, 2007. ISBN 978-83-925084-2-7. Brak numerów stron w książce
- Sławomir Matusz: 5.31. Ojciec Konrad. Kutno: fpw epigraf, 2008. ISBN 978-83-924349-1-7. Brak numerów stron w książce
- Sławomir Matusz: Pieśni odejścia i powrotu. Nowa Ruda: Mamiko Apolonia Maliszewska, 2010. ISBN 978-83-60224-46-5. Brak numerów stron w książce
- Sławomir Matusz: Cisza: (wybór wierszy 1983 – 2011; posłowie Krzysztof Kuczkowski). Wyd. 1. Katowice: Klub Niezależnych Stowarzyszeń Twórczych „Marchołt”, 2012. ISBN 978-83-934001-5-7. Brak numerów stron w książce
- Sławomir Matusz: Licznik Geigera. 20 najważniejszych współczesnych wierszy polskich w interpretacjach. Wyd. 1, Fundacja im. Jana Kochanowskiego w Sosnowcu, 2013, ISBN 978-83-64502-01-9. Książka jest zbiorem szkiców o twórczości polskich poetów.
- Sławomir Matusz: Piosenka o okienkach. Podwórko Szpilmana. Sopot: Towarzystwo Przyjaciół Sopotu, 2014. ISBN 978-83-61002-82-6. Brak numerów stron w książce
- Sławomir Matusz: Roman Rogoziński: Barć. Cz. Wstęp. Augustów: „Nadleśnictwo Augustów” 2016. ISBN 978-83-929168-5-7.
- Sławomir Matusz: Podatek od nienapisanego wiersza. Wybór pism. Sosnowiec: MDK „Kazimierz” 2016. ISBN 978-83-64502-06-4.